# Фоґель Роберт Пилипович
Фоґель Роберт Пилипович (17 лютого (1 березня) 1859, Ржищів, Київська губернія – 27 лютого 1920 (за іншими даними - 14 лютого)) — український астроном, професор Київського Університету (з 1899), директор Київської астрономічної обсерваторії (з 1901 року). Основні праці стосуються небесної астрономії, зокрема визначення орбіт планет і комет.

## Біографія
Роберт Фогель народився в Ржищеві на Київщині у родині німецького емігранта, бухгалтера на цукровому заводі. Мав сестру, яка після одруження змінила прізвище на Бараш. Проти волі батька Роберт поступив навчатися до Києво-Подільської прогімназії, що була по ходу його навчання перетворена на Третю київську гімназію, яку закінчив із золотою медаллю 1880 року. Без підтримки родини був вимушений підробляти репетиторством.
У 1881 році поступив до фізико-математичного факультетуКиївського університету Святого Володимира. Роберт вчився безоплатно, отримував стипендію, а також з третього курсу був нагороджений спеціальною «професорською» стипендією за успіхи в навчанні. 
У 1888 році був відряджений в Пулковську обсерваторію для фотометричних і спектроскопічних спостережень. У 1891 році захистив магістерську дисертацію «Визначення елементів орбіт за трьома спостереженнями». У 1892 році направлений у відрядження за кордон, де ознайомився з роботою найбільших європейських астрономічних обсерваторій, займався астрофотографії, а в Римському Колегіумі під керівництвом професора П'єтро Таччіні — спектроскопією. Після повернення із-за кордону 1893 року викладав у Київському університеті як приват-доцент, в 1894 році призначений астрономом-спостерігачем Київської астрономічної обсерваторії. У 1895 році захистив дисертацію доктора астрономії та геодезії «Визначення орбіт мало нахилених до екліптики», за цей твір відзначений астрономічним товариством Імператорської премії. У 1897 році призначений екстраординарним професором кафедри астрономії та геодезії Київського університету, у 1899 році — ординарним професором кафедри астрономії та геодезії й з 1901 року по 1920 був директором Київської астрономічної обсерваторії.
З 1914 року був деканом фізико-математичного відділення Київських Вищих жіночих курсів.

## Наукова діяльність
Основні праці належать до теоретичної астрономії. У роботах, присвячених визначенню орбіт планет і комет (1891–1895), розвинув і доповнив класичні методи, запропоновані Карлом Гаусом і Генріхом Ольберсом. Опублікував ряд підручників з описової, сферичної та теоретичної астрономії.

## Автор праць
- «Спосіб передобчислювання сонячних затемнень» («Вісник Київського університету», 1884);
- «Теорема Ламберта» («Вісник Київського університету», 1889);
- «Будова і діяльність сонця» («Вісник Київського університету», 1893);
- «Застосування фотографії до вирішення астрономічних питань» (Київ, 1894);
- «Спосіб визначення широти і часу» («Вісник Київського університету», 1898).